# قتل آنلاین (فیلم)
قتل آنلاین فیلمی ایرانی به کارگردانی مسعود آب‌پرور و تهیه‌کنندگی سید کمال طباطبایی و نویسندگی نادر وحید و حجت قاسم‌زاده اصل است که در سال ۱۳۸۴ منتشر شد. جمشید هاشم‌پور، حمید گودرزی، شهاب حسینی، الناز شاکردوست، شهره سلطانی، یکتا ناصر، غلامحسین لطفی، امیرحسین آرمان، امیر صدیق و سعید دولتی از بازیگران فیلم هستند.

## خلاصه فیلم
در شب عروسی شهاب و لیلا، یکی از دوستان اینترنتی آن‌ها کشته می‌شود. سرهنگ سالاری، پدر لیلا، مشغول پیگیری ماجرا می‌شود، اما به فاصله یک شب دخترخاله شهاب که او هم در چت روم آن هاست به قتل می‌رسد. قتل‌ها ادامه پیدا می‌کند و فاصله میان قتل‌ها آن قدر کوتاه است که مأموران در ردیابی‌های شان دچار مشکل می‌شوند.

## بازیگران
- جمشید هاشم‌پور
- حمید گودرزی
- شهاب حسینی
- الناز شاکردوست
- غلامحسین لطفی
- یکتا ناصر
- شهره سلطانی
- میرمحمد تجدد
- گلاره عباسی
- علیرضا نجف‌زاده
- امیرحسین آرمان

## جشنواره‌ها
فیلم قتل آنلاین در بیست و چهارمین جشنواره فیلم فجر در دو بخش مسابقه سینمای ایران و مسابقه فیلم‌های اول و دوم شرکت داشته است.